# Serie A2 2022-2023 (pallamano maschile)
La Serie A2 2022-2023 è stata la 53ª edizione del secondo massimo torneo di pallamano maschile in Italia.
Ad essere promosse in Serie A Gold sono state Cingoli, al ritorno in massima serie dopo due stagioni, e l'Eppan, dopo solo una stagione, con quest'ultima che ha vinto la Coppa Italia di categoria.

## Avvenimenti
Il 10 luglio a seguito del Consiglio Federale, vengono ufficializzate le compagini che prendono parte al campionato: nel girone A le novità sono la retrocessa Eppan e la storica Pallamano Trieste, che acquisisce il titolo sportivo della propria seconda squadra, oltre alle ripescate Vigasio e Belluno; nel girone B torna il Ferrara United dopo tre campionati passati nell'A, vengono ripescate Bologna United, Prato e Parma (entrambe retrocesse la scorsa stagione, ma quest'ultima nel girone A) e ci sono le neopromosse, Monteprandone e Tavarnelle, con Modena ripescata dopo la sconfitta nella finale playoff di Serie B 2021-22; nel girone C la sola neopromossa Aretusa è la novità.
A rinunciare alla categoria sono state Mezzocorona (girone A), Ambra e Follonica (B), Atellana e Girgenti (C); delle promosse dalla Serie B non si sono iscritte Rapid Nonantola, Gaeta e Noci.
Il 23 luglio vengono pubblicati i calendari dei gironi A e B.
Il 6 agosto viene pubblicato il calendario del girone C, dove viene ufficializzata la rinuncia alla partecipazione del Benevento: ciò comporta ad una modifica del regolamento che prevederá una sola retrocessione nel girone C.

## Formula

### Stagione regolare
Il campionato si svolge tra 35 squadre divise in tre gironi che si affrontano, in una fase iniziale, con la formula del girone all'italiana con partite di andata e ritorno.
Per ogni incontro i punti assegnati in classifica sono così determinati:
- due punti per la squadra che vinca l'incontro;
- un punto per il pareggio;
- zero punti per la squadra che perda l'incontro.

### Final8 Promozione Gold e Coppa Italia
Alle Final8 Promozione Gold si qualificano le prime tre squadre classificate dei gironi A e B, mentre dal girone C le prime due.
Al termine delle Final8 le prime due squadre qualificate vengono promosse in Serie A Gold, mentre la prima classificata viene proclamata vincitrice della Coppa Italia di Serie A2; le restanti squadre sono qualificate alla nuova Serie A Silver.

### Final8 Promozione Silver
Alle Final8 Promozione Silver si qualificano le quarte, quinte e seste classificate dei gironi A e B, mentre dal girone C le terze e le quarte.
Al termine delle Final8 le prime due squadre qualificate vengono promosse in Serie A Silver, mentre le restanti formeranno la Serie A Bronze.

### Retrocessioni
Le squadre classificate agli ultimi due posti dei gironi A e B e l'ultima classificata del girone C vengono retrocesse in Serie B.

## Girone A

### Squadre partecipanti
| Squadra           | Città                              | Allenatore                                  | Palasport             | Stagione precedente             |
| ----------------- | ---------------------------------- | ------------------------------------------- | --------------------- | ------------------------------- |
| Belluno           | Belluno                            | Darko Pranjić (1ª-11ª) Omar D'Ambros (12ª-) | Spes Arena            | 11º posto in Serie B/Area 3     |
| Cassano Magnago B | Cassano Magnago (VA)               | Davide Kolec                                | PalaTacca             | 11º posto Girone A              |
| Cologne           | Cologne (BS)                       | Adnan Hozić                                 | PalaDante             | 6º posto Girone A               |
| Emmeti            | Camisano Vicentino (VI)            | Dragan Rajić                                | PalaStadio            | 2º posto Girone A               |
| Eppan             | Appiano sulla strada del vino (BZ) | Otto Forer (1ª-12ª) Markus Oberrauch (13ª-) | Raiffeisenhalle       | 10º posto in Serie A1           |
| Malo              | Malo (VI)                          | Ignacio Ninčević                            | PalaDeledda           | 1º posto Girone A               |
| Molteno           | Molteno (LC)                       | Branko Dumnić                               | Pala San Giorgio      | 3º posto girone A               |
| Dossobuono        | Dossobuono (VR)                    | Vladimir Brzić                              | PalaDossobuono        | Vincitrice spareggio in Serie B |
| Oriago            | Oriago (VE)                        | Giampaolo Leandri                           | Palestra "E. Corner"  | 9º posto girone A               |
| Palazzolo         | Palazzolo sull'Oglio (BS)          | Riccardo Riccardi                           | Palasport polivalente | 8º posto girone A               |
| San Vito          | San Vito di Leguzzano (VI)         | Roberto Stedile                             | Pala San Vito         | 7º posto Girone A               |
| Torri             | Torri di Quartesolo (VI)           | Admir Jašarević                             | PalaVillanova         | 4º posto Girone A               |
| Trieste           | Trieste                            | Fredi Radojkovič                            | PalaChiarbola         | 8º posto in Serie A1            |
| Vigasio           | Vigasio (VR)                       | Lucio Ribaudo                               | Palasport Via Alzeri  | 13º posto Girone A              |

### Risultati
| Andata      | Andata | 1ª/14ª giornata      | Ritorno | Ritorno     |
|             |        |                      |         |             |
| 4 set.      | 26-28  | Malo - Torri         | 19-20   | 17 dicembre |
| 3 settembre | 24-36  | Vigasio - Molteno    | 24-25   | 17 dicembre |
| 3 settembre | 23-23  | Belluno - Palazzolo  | 19-34   | 17 dicembre |
| 3 settembre | 23-23  | Emmeti - Trieste     | 20-26   | 17 dicembre |
| 3 settembre | 28-22  | Cologne - Dossobuono | 25-23   | 17 dicembre |
| 4 set.      | 25-19  | C.Magnago B - Oriago | 27-22   | 17 dicembre |
| 3 set.      | 24-34  | San Vito - Eppan     | 23-35   | 17 dicembre |

| Andata       | Andata | 2ª/15ª giornata     | Ritorno | Ritorno   |
|              |        |                     |         |           |
| 10 settembre | 31-28  | Eppan - C.Magnago B | 26-22   | 8 gen.    |
| 10 settembre | 24-31  | Dossobuono - Emmeti | 28-27   | 7 gen.    |
| 10 settembre | 39-25  | Trieste - Belluno   | 22-24   | 4 feb.    |
| 10 settembre | 31-29  | Molteno - Malo      | 34-26   | 8 gen.    |
| 10 settembre | 34-23  | Torri - San Vito    | 33-25   | 7 gennaio |
| 10 settembre | 25-29  | Oriago - Cologne    | 31-41   | 7 gennaio |
| 10 settembre | 34-29  | Palazzolo - Vigasio | 28-31   | 7 gennaio |

| Andata       | Andata | 3ª/16ª giornata      | Ritorno | Ritorno    |
|              |        |                      |         |            |
| 17 settembre | 18-21  | Vigasio - Trieste    | 12-37   | 14 gennaio |
| 17 settembre | 27-27  | Belluno - Dossobuono | 22-36   | 14 gennaio |
| 17 settembre | 29-22  | Emmeti - Oriago      | 25-19   | 14 gennaio |
| 17 settembre | 28-27  | Palazzolo - Molteno  | 27-34   | 14 gennaio |
| 17 settembre | 30-33  | Cologne - Eppan      | 33-37   | 14 gennaio |
| 17 settembre | 31-29  | C.Magnago B - Torri  | 26-28   | 14 gennaio |
| 17 settembre | 32-34  | San Vito - Malo      | 28-26   | 14 gennaio |

| Andata       | Andata | 4ª/17ª giornata      | Ritorno | Ritorno    |
|              |        |                      |         |            |
| 24 settembre | 33-27  | Eppan - Emmeti       | 31-29   | 21 gennaio |
| 24 settembre | 26-27  | Dossobuono - Vigasio | 27-32   | 21 gennaio |
| 24 settembre | 28-24  | Malo - C.Magnago B   | 20-24   | 22 gen.    |
| 24 settembre | 32-24  | Trieste - Palazzolo  | 22-18   | 8 feb.     |
| 24 settembre | 32-24  | Molteno - San Vito   | 37-29   | 21 gennaio |
| 24 settembre | 34-26  | Torri - Cologne      | 24-22   | 21 gennaio |
| 24 settembre | 23-27  | Oriago - Belluno     | 26-32   | 21 gennaio |

| Andata    | Andata | 5ª/18ª giornata        | Ritorno | Ritorno    |
|           |        |                        |         |            |
| 2 ott.    | 29-20  | Trieste - Molteno      | 25-24   | 28 gennaio |
| 15 ott.   | 23-17  | Vigasio - Oriago       | 31-24   | 28 gennaio |
| 1 ottobre | 33-39  | Belluno - Eppan        | 34-44   | 28 gennaio |
| 1 ottobre | 28-27  | Emmeti - Torri         | 19-24   | 28 gennaio |
| 2 ott.    | 35-26  | Palazzolo - Dossobuono | 25-27   | 28 gennaio |
| 1 ott.    | 38-31  | Cologne - Malo         | 26-24   | 28 gennaio |
| 2 ott.    | 29-21  | C.Magnago B - San Vito | 22-26   | 28 gennaio |

| Andata     | Andata | 6ª/19ª giornata       | Ritorno | Ritorno     |
|            |        |                       |         |             |
| 22 ottobre | 36-24  | Eppan - Vigasio       | 35-28   | 11 febbraio |
| 22 ottobre | 24-28  | Dossobuono - Trieste  | 23-34   | 11 febbraio |
| 22 ottobre | 24-31  | Malo - Emmeti         | 24-27   | 11 febbraio |
| 22 ottobre | 19-20  | Molteno - C.Magnago B | 29-21   | 12 feb.     |
| 22 ottobre | 32-22  | Torri - Belluno       | 32-34   | 11 febbraio |
| 22 ottobre | 20-30  | Oriago - Palazzolo    | 26-34   | 11 febbraio |
| 22 ottobre | 19-24  | San Vito - Cologne    | 29-31   | 11 febbraio |

| Andata     | Andata | 7ª/20ª giornata       | Ritorno | Ritorno     |
|            |        |                       |         |             |
| 29 ottobre | 26-26  | Dossobuono - Molteno  | 23-33   | 18 febbraio |
| 29 ottobre | 23-12  | Trieste - Oriago      | 35-19   | 18 febbraio |
| 29 ottobre | 24-29  | Vigasio - Torri       | 17-28   | 18 febbraio |
| 29 ottobre | 27-30  | Belluno - Malo        | 31-34   | 18 febbraio |
| 29 ottobre | 25-14  | Emmeti - San Vito     | 27-28   | 18 febbraio |
| 29 ottobre | 27-29  | Palazzolo - Eppan     | 24-32   | 18 febbraio |
| 29 ottobre | 27-22  | Cologne - C.Magnago B | 24-28   | 19 feb.     |

| Andata     | Andata | 8ª/21ª giornata      | Ritorno | Ritorno     |
|            |        |                      |         |             |
| 5 novembre | 23-21  | Eppan - Trieste      | 29-24   | 25 febbraio |
| 5 novembre | 35-34  | Malo - Vigasio       | 21-19   | 25 febbraio |
| 5 novembre | 26-19  | Molteno - Cologne    | 32-25   | 25 febbraio |
| 5 novembre | 33-26  | Torri - Palazzolo    | 30-27   | 25 febbraio |
| 5 novembre | 28-28  | Oriago - Dossobuono  | 16-32   | 25 febbraio |
| 6 nov.     | 25-26  | C.Magnago B - Emmeti | 20-21   | 25 febbraio |
| 5 nov.     | 26-26  | San Vito - Belluno   | 28-32   | 25 febbraio |

| Andata      | Andata | 9ª/22ª giornata       | Ritorno | Ritorno  |
|             |        |                       |         |          |
| 12 novembre | 34-36  | Dossobuono - Eppan    | 27-38   | 11 marzo |
| 12 novembre | 28-23  | Trieste - Torri       | 21-22   | 11 marzo |
| 12 novembre | 28-26  | Vigasio - San Vito    | 18-25   | 11 marzo |
| 12 novembre | 21-26  | Belluno - C.Magnago B | 21-32   | 12 marzo |
| 12 novembre | 29-18  | Emmeti - Cologne      | 29-32   | 11 marzo |
| 12 novembre | 30-40  | Oriago - Molteno      | 19-34   | 12 marzo |
| 12 novembre | 23-29  | Palazzolo - Malo      | 22-27   | 11 marzo |

| Andata      | Andata | 10ª/23ª giornata      | Ritorno | Ritorno  |
|             |        |                       |         |          |
| 19 novembre | 44-21  | Eppan - Oriago        | 38-23   | 18 marzo |
| 19 novembre | 26-29  | Malo - Trieste        | 16-30   | 18 marzo |
| 19 novembre | 25-23  | Molteno - Emmeti      | 31-18   | 18 marzo |
| 19 novembre | 32-27  | Torri - Dossobuono    | 34-28   | 18 marzo |
| 19 novembre | 32-26  | Cologne - Belluno     | 31-29   | 18 marzo |
| 20 nov.     | 34-28  | C.Magnago B - Vigasio | 21-28   | 18 marzo |
| 19 nov.     | 21-25  | San Vito - Palazzolo  | 23-33   | 18 marzo |

| Andata      | Andata | 11ª/24ª giornata        | Ritorno | Ritorno  |
|             |        |                         |         |          |
| 26 novembre | 32-23  | Eppan - Molteno         | 26-26   | 25 marzo |
| 26 novembre | 33-37  | Dossobuono - Malo       | 31-22   | 25 marzo |
| 26 novembre | 31-20  | Trieste - San Vito      | 26-24   | 25 marzo |
| 26 novembre | 33-34  | Vigasio - Cologne       | 25-26   | 25 marzo |
| 26 novembre | 27-37  | Belluno - Emmeti        | 18-24   | 25 marzo |
| 26 novembre | 22-28  | Oriago - Torri          | 21-26   | 25 marzo |
| 26 novembre | 23-25  | Palazzolo - C.Magnago B | 21-25   | 26 marzo |

| Andata     | Andata | 12ª/25ª giornata      | Ritorno | Ritorno  |
|            |        |                       |         |          |
| 3 dicembre | 32-22  | Malo - Oriago         | 24-19   | 1 aprile |
| 3 dicembre | 30-30  | Belluno - Molteno     | 28-32   | 1 aprile |
| 3 dicembre | 23-25  | Torri - Eppan         | 27-41   | 1 aprile |
| 3 dicembre | 31-26  | Emmeti - Vigasio      | 27-28   | 1 aprile |
| 3 dicembre | 27-22  | Cologne - Palazzolo   | 23-25   | 1 aprile |
| 4 dic.     | 23-23  | C.Magnago B - Trieste | 15-22   | 1 aprile |
| 3 dic.     | 22-22  | San Vito - Dossobuono | 36-27   | 1 aprile |

| Andata      | Andata | 13ª/26ª giornata         | Ritorno | Ritorno   |
|             |        |                          |         |           |
| 10 dicembre | 32-27  | Eppan - Malo             | 35-33   | 15 aprile |
| 10 dicembre | 22-28  | Dossobuono - C.Magnago B | 30-30   | 15 aprile |
| 10 dicembre | 29-20  | Trieste - Cologne        | 29-29   | 15 aprile |
| 10 dicembre | 32-29  | Vigasio - Belluno        | 24-31   | 15 aprile |
| 10 dicembre | 29-28  | Molteno - Torri          | 25-25   | 15 aprile |
| 10 dicembre | 25-24  | Oriago - San Vito        | 19-31   | 15 aprile |
| 10 dicembre | 22-28  | Palazzolo - Emmeti       | 18-23   | 15 aprile |

### Classifica
Fonte: sito ufficiale FIGH
|  | Pos. | Squadra           | Pt | G  | V  | N | S  | GF  | GS  | D    |
|  | ---- | ----------------- | -- | -- | -- | - | -- | --- | --- | ---- |
|  | 1.   | Eppan             | 51 | 26 | 25 | 1 | 0  | 874 | 695 | +177 |
|  | 2.   | Trieste           | 41 | 26 | 19 | 3 | 4  | 709 | 556 | +153 |
|  | 3.   | Molteno           | 38 | 26 | 17 | 4 | 5  | 760 | 658 | +102 |
|  | 4.   | Torri             | 37 | 26 | 18 | 1 | 7  | 733 | 662 | +71  |
|  | 5.   | Emmeti            | 31 | 26 | 15 | 1 | 10 | 684 | 636 | +48  |
|  | 6.   | Cologne           | 31 | 26 | 15 | 1 | 10 | 720 | 716 | +4   |
|  | 7.   | Cassano Magnago B | 28 | 26 | 13 | 2 | 11 | 653 | 635 | +18  |
|  | 8.   | Malo              | 22 | 26 | 11 | 0 | 15 | 704 | 730 | -26  |
|  | 9.   | Palazzolo         | 19 | 26 | 9  | 1 | 16 | 668 | 681 | -13  |
|  | 10.  | Vigasio           | 18 | 26 | 9  | 0 | 17 | 666 | 741 | -75  |
|  | 11.  | Belluno           | 16 | 26 | 6  | 4 | 16 | 698 | 795 | -97  |
|  | 12.  | Dossobuono        | 15 | 26 | 5  | 5 | 16 | 701 | 759 | -58  |
|  | 13.  | San Vito          | 14 | 26 | 6  | 2 | 18 | 651 | 735 | -84  |
|  | 14.  | Oriago            | 3  | 26 | 1  | 1 | 24 | 570 | 792 | -222 |

Legenda:
      Qualificata ai playoff promozione Gold.
      Qualificata ai playoff promozione Silver.
      Retrocessione in Serie B.

### Statistiche
Squadra
- Maggior numero di vittorie: Eppan (25)
- Maggior numero di pareggi: Dossobuono (5)
- Maggior numero di sconfitte: Oriago (24)
- Minor numero di vittorie: Oriago (1)
- Minor numero di pareggi: Malo, Vigasio (0)
- Minor numero di sconfitte: Eppan (0)
- Miglior attacco: Eppan (874 gol segnati)
- Peggior attacco: Oriago (579 gol segnati)
- Miglior difesa: Trieste (556 reti subite)
- Peggior difesa: Belluno (795 reti subite)
- Miglior differenza reti: Eppan (+177)
- Peggior differenza reti: Oriago (-222)
- Miglior serie positiva: Eppan (26, 1ª-26ª giornata)
- Peggior serie negativa: Oriago (13, 14ª-26ª giornata)

Partite
- Più gol: Eppan-Belluno 44-34 (78, 18ª giornata)
- Meno gol: Trieste-Oriago 23-12 (35, 7ª giornata)
- Maggior scarto di gol: Trieste-Vigasio 37-12 (25, 16ª giornata)
- Maggior numero di reti in una giornata: 412 (2ª giornata)

Classifica marcatori
| Gol |  |  | Giocatore            | Squadra                      |
| --- |  |  | -------------------- | ---------------------------- |
| 207 |  |  | Vlado Raos           | Dossobuono                   |
| 207 |  |  | Gonçalo Cunha        | Eppan                        |
| 193 |  |  | Jan Radojkovič       | Trieste                      |
| 186 |  |  | Gastón Leiblich      | Cologne                      |
| 181 |  |  | Alberto Lollo        | Emmeti                       |
| 161 |  |  | Patrick Marchioro    | Malo                         |
| 151 |  |  | Jan-Niklas Oberrauch | Eppan                        |
| 140 |  |  | Agustín Ochnio       | San Vito                     |
| 137 |  |  | Anton Katić          | Belluno (62) Dossobuono (75) |
| 137 |  |  | Nicolò Zennaro       | Torri                        |
| 135 |  |  | Gianmarco Barbariga  | Cologne                      |
| 132 |  |  | Marco Dalla Vecchia  | Vigasio                      |

## Girone B

### Squadre partecipanti
| Squadra        | Città                      | Allenatore                                       | Palasport                   | Stagione precedente        |
| -------------- | -------------------------- | ------------------------------------------------ | --------------------------- | -------------------------- |
| Bologna United | Bologna                    | Gennaro Di Matteo                                | Palestra "V. Moratello"     | 13º posto girone B         |
| Camerano       | Camerano (AN)              | Davide Campana                                   | Palasport "D. Principi"     | 7º posto Girone B          |
| Chiaravalle    | Chiaravalle (AN)           | Andrea Guidotti                                  | Palasport Via Firenze       | 11º posto Girone B         |
| Cingoli        | Cingoli (MC)               | Alfredo Rodríguez (1ª-13ª) Sergio Palazzi (14ª-) | Palasport "L. Quaresima"    | 1º posto Girone B          |
| Ferrara United | Ferrara                    | Fernando Capurro                                 | Palaboschetto               | 5º posto girone A          |
| Modena         | Modena                     | Francesco Sgarbi                                 | Palestra Alighieri          | 2º posto in Serie B/Area 4 |
| Monteprandone  | Monteprandone (AP)         | Andrea Vultaggio                                 | Palasport Colle Gioioso     | 1º posto in Serie B/Area 6 |
| Ogan Pescara   | Pescara                    | Michele Mastrangelo                              | Palasport Giovanni Paolo II | 10º posto girone B         |
| Parma          | Parma                      | Francesco Fanti                                  | Pala Del Bono               | 12º posto girone A         |
| Prato          | Prato                      | Massimo Randis                                   | Palestra "Gramsci-Keynes"   | 14º posto girone B         |
| San Lazzaro    | San Lazzaro di Savena (BO) | Andrea Fabbri                                    | PalaRodriguez PalaYuri      | 5º posto girone B          |
| Tavarnelle     | Barberino Tavarnelle (FI)  | Matteo Pelacchi                                  | PalaPacetti                 | 1º posto in Serie B/Area 5 |
| Teramo         | Teramo                     | Settimio Massotti                                | Pala San Nicolò             | 3º posto girone B          |
| Verdeazzurro   | Sassari                    | Patrizia Canu                                    | PalaSantoru                 | 4º posto Girone B          |

### Risultati
| Andata      | Andata | 1ª/14ª giornata            | Ritorno | Ritorno     |
|             |        |                            |         |             |
| 3 settembre | 25-28  | Prato - Chiaravalle        | 32-40   | 17 dicembre |
| 3 settembre | 23-26  | Monteprandone - Cingoli    | 25-33   | 17 dicembre |
| 3 settembre | 30-25  | Bologna Utd - Verdeazzurro | 25-28   | 17 dicembre |
| 4 set.      | 29-23  | San Lazzaro - Modena       | 34-27   | 17 dicembre |
| 3 set.      | 28-34  | Tavarnelle - Camerano      | 23-39   | 17 dicembre |
| 4 set.      | 19-29  | Pescara - Parma            | 25-33   | 17 dicembre |
| 3 set.      | 34-27  | Ferrara Utd - Teramo       | 32-16   | 17 dicembre |

| Andata       | Andata | 2ª/15ª giornata              | Ritorno | Ritorno   |
|              |        |                              |         |           |
| 10 settembre | 31-31  | Teramo - Pescara             | 28-22   | 8 gen.    |
| 10 settembre | 29-33  | Camerano - San Lazzaro       | 29-33   | 7 gennaio |
| 10 settembre | 25-27  | Modena - Bologna Utd         | 26-28   | 7 gennaio |
| 10 settembre | 35-22  | Cingoli - Prato              | 38-25   | 5 feb.    |
| 10 settembre | 28-38  | Chiaravalle - Ferrara Utd    | 33-33   | 7 gennaio |
| 10 settembre | 29-23  | Parma - Tavarnelle           | 27-33   | 7 gennaio |
| 10 settembre | 33-31  | Verdeazzurro - Monteprandone | 29-34   | 7 gennaio |

| Andata       | Andata | 3ª/16ª giornata        | Ritorno | Ritorno    |
|              |        |                        |         |            |
| 17 settembre | 27-37  | Monteprandone - Modena | 23-28   | 14 gennaio |
| 17 settembre | 25-31  | Bologna Utd - Camerano | 25-28   | 14 gennaio |
| 17 settembre | 35-26  | San Lazzaro - Parma    | 36-25   | 14 gennaio |
| 17 settembre | 25-35  | Verdeazzurro - Cingoli | 26-38   | 8 feb.     |
| 17 settembre | 26-28  | Tavarnelle - Teramo    | 26-25   | 14 gennaio |
| 18 set.      | 18-28  | Pescara - Chiaravalle  | 29-32   | 14 gennaio |
| 17 set.      | 33-13  | Ferrara Utd - Prato    | 33-20   | 14 gennaio |

| Andata       | Andata | 4ª/17ª giornata          | Ritorno | Ritorno    |
|              |        |                          |         |            |
| 24 settembre | 26-32  | Teramo - San Lazzaro     | 28-39   | 21 gennaio |
| 24 settembre | 29-19  | Camerano - Monteprandone | 42-27   | 21 gennaio |
| 24 settembre | 26-16  | Prato - Pescara          | 27-24   | 22 gen.    |
| 24 settembre | 22-29  | Modena - Verdeazzurro    | 24-30   | 21 gen.    |
| 24 settembre | 32-25  | Cingoli - Ferrara Utd    | 34-29   | 28 feb.    |
| 24 settembre | 32-28  | Chiaravalle - Tavarnelle | 24-21   | 22 gen.    |
| 24 settembre | 0-5    | Parma - Bologna Utd      | 24-29   | 21 genm    |

| Andata    | Andata | 5ª/18ª giornata           | Ritorno | Ritorno    |
|           |        |                           |         |            |
| 1 ottobre | 22-42  | Modena - Cingoli          | 18-39   | 28 gennaio |
| 1 ottobre | 35-39  | Monteprandone - Parma     | 26-31   | 28 gennaio |
| 1 ottobre | 37-23  | Bologna Utd - Teramo      | 26-24   | 28 gennaio |
| 1 ottobre | 31-29  | San Lazzaro - Chiaravalle | 27-31   | 28 gennaio |
| 1 ottobre | 33-29  | Verdeazzurro - Camerano   | 25-32   | 28 gennaio |
| 1 ottobre | 27-23  | Tavarnelle - Prato        | 23-22   | 28 gennaio |
| 2 ott.    | 21-33  | Pescara - Ferrara Utd     | 16-32   | 28 gennaio |

| Andata     | Andata | 6ª/19ª giornata           | Ritorno | Ritorno     |
|            |        |                           |         |             |
| 22 ottobre | 28-25  | Teramo - Monteprandone    | 25-34   | 11 febbraio |
| 22 ottobre | 29-23  | Camerano - Modena         | 36-23   | 11 febbraio |
| 22 ottobre | 24-28  | Prato - San Lazzaro       | 25-33   | 11 febbraio |
| 22 ottobre | 42-14  | Cingoli - Pescara         | 44-27   | 12 feb.     |
| 22 ottobre | 32-28  | Chiaravalle - Bologna Utd | 27-26   | 11 febbraio |
| 22 ottobre | 31-33  | Parma - Verdeazzurro      | 24-32   | 11 febbraio |
| 22 ottobre | 35-24  | Ferrara Utd - Tavarnelle  | 24-25   | 11 febbraio |

| Andata     | Andata | 7ª/20ª giornata             | Ritorno | Ritorno     |
|            |        |                             |         |             |
| 29 ottobre | 27-36  | Camerano - Cingoli          | 25-26   | 18 febbraio |
| 29 ottobre | 34-32  | Modena - Parma              | 28-34   | 18 febbraio |
| 29 ottobre | 34-41  | Monteprandone - Chiaravalle | 26-33   | 18 febbraio |
| 29 ottobre | 35-29  | Bologna Utd - Prato         | 37-28   | 18 febbraio |
| 29 ottobre | 25-25  | San Lazzaro - Ferrara Utd   | 24-20   | 18 febbraio |
| 29 ottobre | 28-24  | Verdeazzurro - Teramo       | 27-23   | 18 febbraio |
| 29 ottobre | 28-28  | Tavarnelle - Pescara        | 32-25   | 19 feb.     |

| Andata     | Andata | 8ª/21ª giornata            | Ritorno | Ritorno     |
|            |        |                            |         |             |
| 5 novembre | 22-35  | Teramo - Modena            | 23-30   | 25 febbraio |
| 5 novembre | 25-25  | Prato - Monteprandone      | 24-31   | 25 febbraio |
| 5 novembre | 46-20  | Cingoli - Tavarnelle       | 36-26   | 25 febbraio |
| 5 novembre | 30-29  | Chiaravalle - Verdeazzurro | 31-34   | 25 febbraio |
| 5 novembre | 30-35  | Parma - Camerano           | 19-42   | 25 febbraio |
| 6 nov.     | 20-41  | Pescara - San Lazzaro      | 31-36   | 25 febbraio |
| 5 nov.     | 30-21  | Ferrara Utd - Bologna Utd  | 18-24   | 25 febbraio |

| Andata      | Andata | 9ª/22ª giornata             | Ritorno | Ritorno  |
|             |        |                             |         |          |
| 12 novembre | 31-20  | Camerano - Teramo           | 26-20   | 11 marzo |
| 12 novembre | 27-27  | Modena - Chiaravalle        | 36-34   | 11 marzo |
| 12 novembre | 25-26  | Monteprandone - Ferrara Utd | 23-32   | 11 marzo |
| 12 novembre | 40-22  | Bologna Utd - Pescara       | 34-22   | 12 marzo |
| 12 novembre | 27-28  | San Lazzaro - Tavarnelle    | 37-32   | 11 marzo |
| 12 novembre | 26-43  | Parma - Cingoli             | 24-41   | 11 marzo |
| 12 novembre | 34-30  | Veredeazzurro - Prato       | 31-29   | 11 marzo |

| Andata      | Andata | 10ª/23ª giornata           | Ritorno | Ritorno  |
|             |        |                            |         |          |
| 19 novembre | 32-32  | Teramo - Parma             | 25-26   | 18 marzo |
| 19 novembre | 30-22  | Prato - Modena             | 30-28   | 18 marzo |
| 19 novembre | 37-27  | Cingoli - San Lazzaro      | 38-29   | 18 marzo |
| 19 novembre | 32-32  | Chiaravalle - Camerano     | 20-33   | 18 marzo |
| 19 novembre | 33-40  | Tavarnelle - Bologna Utd   | 26-35   | 18 marzo |
| 20 nov.     | 30-29  | Pescara - Monteprandone    | 27-33   | 18 marzo |
| 19 nov.     | 34-32  | Ferrara Utd - Verdeazzurro | 26-25   | 18 marzo |

| Andata      | Andata | 11ª/24ª giornata           | Ritorno | Ritorno  |
|             |        |                            |         |          |
| 26 novembre | 22-27  | Teramo - Cingoli           | 18-20   | 25 marzo |
| 26 novembre | 28-21  | Camerano - Prato           | 35-29   | 25 marzo |
| 26 novembre | 24-31  | Modena - Ferrara Utd       | 21-32   | 25 marzo |
| 26 novembre | 29-26  | Monteprandone - Tavarnelle | 27-28   | 26 marzo |
| 26 novembre | 29-34  | Bologna Utd - San Lazzaro  | 24-25   | 25 marzo |
| 26 novembre | 34-38  | Parma - Chiaravalle        | 22-26   | 25 marzo |
| 26 novembre | 27-27  | Verdeazzurro - Pescara     | 41-29   | 26 marzo |

| Andata     | Andata | 12ª/25ª giornata            | Ritorno | Ritorno  |
|            |        |                             |         |          |
| 3 dicembre | 30-30  | Prato - Parma               | 34-27   | 1 aprile |
| 3 dicembre | 20-34  | Bologna Utd - Cingoli       | 26-36   | 1 aprile |
| 3 dicembre | 34-21  | Chiaravalle - Teramo        | 27-26   | 1 aprile |
| 3 dicembre | 42-30  | San Lazzaro - Monteprandone | 37-32   | 1 aprile |
| 3 dicembre | 25-37  | Tavarnelle - Verdeazzurro   | 27-41   | 1 aprile |
| 4 dic.     | 26-32  | Pescara - Modena            | 22-31   | 1 aprile |
| 3 dic.     | 36-31  | Ferrara Utd - Camerano      | 29-30   | 1 aprile |

| Andata      | Andata | 13ª/26ª giornata            | Ritorno | Ritorno   |
|             |        |                             |         |           |
| 10 dicembre | 20-23  | Teramo - Prato              | 20-28   | 15 aprile |
| 10 dicembre | 38-15  | Camerano - Pescara          | 37-26   | 16 aprile |
| 10 dicembre | 28-25  | Modena - Tavarnelle         | 36-31   | 16 aprile |
| 10 dicembre | 25-34  | Monteprandone - Bologna Utd | 24-39   | 15 aprile |
| 10 dicembre | 30-23  | Cingoli - Chiaravalle       | 37-21   | 15 aprile |
| 10 dicembre | 32-39  | Parma - Ferrara Utd         | 19-35   | 15 aprile |
| 10 dicembre | 24-29  | Verdeazzurro - San Lazzaro  | 21-33   | 15 aprile |

### Classifica
Fonte: sito ufficiale FIGH
|  | Pos. | Squadra             | Pt | G  | V  | N | S  | GF  | GS  | D    |
|  | ---- | ------------------- | -- | -- | -- | - | -- | --- | --- | ---- |
|  | 1.   | Cingoli             | 52 | 26 | 26 | 0 | 0  | 925 | 615 | +310 |
|  | 2.   | San Lazzaro         | 43 | 26 | 21 | 1 | 4  | 836 | 713 | +123 |
|  | 3.   | Camerano            | 39 | 26 | 19 | 1 | 6  | 837 | 676 | +161 |
|  | 4.   | Ferrara United      | 38 | 26 | 18 | 2 | 6  | 794 | 645 | +148 |
|  | 5.   | Chiaravalle         | 35 | 26 | 16 | 3 | 7  | 781 | 757 | +24  |
|  | 6.   | Verdeazzurro        | 31 | 26 | 15 | 1 | 10 | 779 | 752 | +27  |
|  | 7.   | Bologna United (-5) | 27 | 26 | 16 | 0 | 10 | 749 | 679 | +70  |
|  | 8.   | Modena              | 21 | 26 | 10 | 1 | 15 | 710 | 772 | -62  |
|  | 9.   | Tavarnelle          | 17 | 26 | 8  | 1 | 17 | 694 | 814 | -120 |
|  | 10.  | Prato               | 16 | 26 | 6  | 2 | 18 | 674 | 761 | -87  |
|  | 11.  | Parma               | 16 | 26 | 7  | 2 | 17 | 7/5 | 813 | -108 |
|  | 12.  | Monteprandone       | 11 | 26 | 5  | 1 | 20 | 722 | 824 | -102 |
|  | 13.  | Teramo              | 8  | 26 | 3  | 2 | 21 | 625 | 758 | -133 |
|  | 14.  | Ogan Pescara        | 5  | 26 | 1  | 3 | 22 | 612 | 864 | -252 |

Legenda:
      Qualificata ai playoff promozione Gold.
      Qualificata ai playoff promozione Silver.
      Retrocessione in Serie B.

### Statistiche
Squadra
- Maggior numero di vittorie: Cingoli (26)
- Maggior numero di pareggi: Chiaravalle, Pescara (3)
- Maggior numero di sconfitte: Pescara (22)
- Minor numero di vittorie: Pescara (1)
- Minor numero di pareggi: Cingoli, Bologna Utd (0)
- Minor numero di sconfitte: Cingoli (0)
- Miglior attacco: Cingoli (925 gol segnati)
- Peggior attacco: Pescara (612 gol segnati)
- Miglior difesa: Cingoli (615 reti subite)
- Peggior difesa: Pescara (864 reti subite)
- Miglior differenza reti: Cingoli (+310)
- Peggior differenza reti: Pescara (-252)
- Miglior serie positiva: Cingoli (26, 1ª-26ª giornata)
- Peggior serie negativa: Pescara (15, 12ª-26ª giornata)

Partite
- Più gol: Monteprandone-Chiaravalle 34-41 (75, 7ª giornata)
- Meno gol: Prato-Pescara 26-16, Bologna Utd-Ferrara Utd 24-18 (42, 4ª e 21ª giornata)
- Maggior scarto di gol: Cingoli-Pescara 42-14 (28, 6ª giornata)
- Maggior numero di reti in una giornata: 426 (7ª giornata)

Classifica marcatori
| Gol |  |  | Giocatore         | Squadra      |
| --- |  |  | ----------------- | ------------ |
| 254 |  |  | Edoardo Borgianni | Tavarnelle   |
| 224 |  |  | Nebojša Vojinović | Parma        |
| 223 |  |  | Miguel Gomes      | Cingoli      |
| 216 |  |  | Tobías Wolf       | Bologna Utd  |
| 193 |  |  | Carlo Liccese     | Prato        |
| 187 |  |  | Alex Castillo     | Chiaravalle  |
| 179 |  |  | Alessio Pugliese  | Modena       |
| 173 |  |  | Daniel Mota       | Verdeazzurro |
| 166 |  |  | Luigi Bianco      | Verdeazzurro |
| 144 |  |  | Francesco Errico  | Camerano     |

## Girone C

### Squadre partecipanti
| Squadra       | Città                   | Allenatore                                      | Palasport             | Stagione precedente        |
| ------------- | ----------------------- | ----------------------------------------------- | --------------------- | -------------------------- |
| Aretusa       | Siracusa                | Pierandrea Izzi                                 | PalaAkradina          | 1º posto in Serie B/Area 9 |
| Haenna        | Enna                    | Salvatore Cardaci                               | Palasport comunale    | 5º posto Girone C          |
| Il Giovinetto | Petrosino (TP)          | Milenko Kljajić (1ª-10ª) Onofrio Fiorino (11ª-) | Complesso polivalente | 7º posto Girone C          |
| Lanzara       | Castel San Giorgio (SA) | Nikola Manojlović                               | PalaPalumbo           | 2º posto Girone C          |
| Mascalucia    | Mascalucia (CT)         | Mario Gulino                                    | PalaWagner            | 10º posto Girone C         |
| CUS Palermo   | Palermo                 | Ignazio Aragona                                 | PalaCUS               | 6º posto Girone C          |
| Ragusa        | Ragusa                  | Adam Klimek                                     | Palestra "G. Parisi"  | 3º posto Girone C          |

### Risultati
Prima fase
| Andata     | Andata         | 1ª/8ª giornata              | Ritorno | Ritorno    |
|            |                |                             |         |            |
| 22 ottobre | 38-22          | Lanzara - Mascalucia        | 45-34   | 4 dic.     |
| 22 ottobre | 29-27          | CUS Palermo - Il Giovinetto | 35-33   | 3 dic.     |
| 22 ottobre | 37-31          | Haenna - Aretusa            | 28-33   | 4 dicembre |
| 22 ottobre | Riposa: Ragusa |                             |         | 4 dicembre |

| Andata     | Andata         | 2ª/9ª giornata          | Ritorno | Ritorno     |
|            |                |                         |         |             |
| 29 ott.    | 28-36          | Il Giovinetto - Lanzara | 35-40   | 10 dicembre |
| 30 ottobre | 40-31          | Mascalucia - Ragusa     | 27-24   | 10 dicembre |
| 30 ottobre | 31-36          | Aretusa - CUS Palermo   | 30-37   | 10 dicembre |
| 30 ottobre | Riposa: Haenna |                         |         | 10 dicembre |

| Andata     | Andata              | 3ª/10ª giornata            | Ritorno | Ritorno     |
|            |                     |                            |         |             |
| 5 nov.     | 35-26               | Lanzara - Aretusa          | 34-26   | 18 dic.     |
| 6 nov.     | 27-31               | Mascalucia - Il Giovinetto | 22-37   | 17 dicembre |
| 5 novembre | 33-39               | Ragusa - Haenna            | 30-36   | 17 dicembre |
| 5 novembre | Riposa: CUS Palermo |                            |         | 17 dicembre |

| Andata     | Andata          | 4ª/11ª giornata        | Ritorno | Ritorno   |
|            |                 |                        |         |           |
| 9 novembre | 40-35           | Il Giovinetto - Ragusa | 37-21   | 7 gennaio |
| 9 novembre | 33-33           | Aretusa - Mascalucia   | 30-28   | 7 gennaio |
| 9 novembre | 33-33           | Haenna - CUS Palermo   | 28-28   | 7 gennaio |
| 9 novembre | Riposa: Lanzara |                        |         | 7 gennaio |

| Andata      | Andata             | 5ª/12ª giornata         | Ritorno | Ritorno    |
|             |                    |                         |         |            |
| 12 nov.     | 45-34              | Lanzara - Haenna        | 30-31   | 14 gen.    |
| 13 nov.     | 35-29              | Il Giovinetto - Aretusa | 30-27   | 15 gen.    |
| 12 novembre | 31-28              | CUS Palermo - Ragusa    | 35-31   | 14 gennaio |
| 12 novembre | Riposa: Mascalucia |                         |         | 14 gennaio |

| Andata      | Andata                | 6ª/13ª giornata       | Ritorno | Ritorno    |
|             |                       |                       |         |            |
| 19 novembre | 35-36                 | CUS Palermo - Lanzara | 25-29   | 21 gennaio |
| 19 novembre | 35-22                 | Haenna - Mascalucia   | 30-29   | 21 gennaio |
| 19 novembre | 26-28                 | Ragusa - Aretusa      | 24-30   | 22 gen.    |
| 19 novembre | Riposa: Il Giovinetto |                       |         |            |

| Andata      | Andata          | 7ª/14ª giornata          | Ritorno | Ritorno    |
|             |                 |                          |         |            |
| 26 novembre | 36-28           | Lanzara - Ragusa         | 50-27   | 28 gennaio |
| 27 novembre | 39-31           | Mascalucia - CUS Palermo | 27-32   | 28 gennaio |
| 26 novembre | 39-34           | Il Giovinetto - Haenna   | 20-27   | 28 gennaio |
| 26 novembre | Riposa: Aretusa |                          |         | 28 gennaio |

Seconda fase
|             |                 | 15ª giornata             |  |  |
|             |                 |                          |  |  |
| 18 febbraio | 32-30           | CUS Palermo - Mascalucia |  |  |
| 18 febbraio | 34-24           | Il Giovinetto - Aretusa  |  |  |
| 18 febbraio | 24-45           | Ragusa - Haenna          |  |  |
| 18 febbraio | Riposa: Lanzara |                          |  |  |

|             |                 | 16ª giornata            |  |  |
|             |                 |                         |  |  |
| 25 feb.     | 37-31           | Lanzara - Il Giovinetto |  |  |
| 26 febbraio | 34-22           | Mascalucia - Ragusa     |  |  |
| 26 febbraio | 30-23           | Haenna - CUS Palermo    |  |  |
| 26 febbraio | Riposa: Aretusa |                         |  |  |

|          |                       | 17ª giornata         |  |  |
|          |                       |                      |  |  |
| 11 marzo | 27-38                 | Aretusa - Lanzara    |  |  |
| 11 marzo | 23-31                 | Ragusa - CUS Palermo |  |  |
| 12 marzo | 22-25                 | Mascalucia - Haenna  |  |  |
| 12 marzo | Riposa: Il Giovinetto |                      |  |  |

|          |                | 18ª giornata                |  |  |
|          |                |                             |  |  |
| 18 marzo | 31-39          | CUS Palermo - Il Giovinetto |  |  |
| 19 marzo | 29-21          | Aretusa - Mascalucia        |  |  |
| 19 marzo | 18-39          | Ragusa - Lanzara            |  |  |
| 19 marzo | Riposa: Haenna |                             |  |  |

|          |                    | 19ª giornata           |  |  |
|          |                    |                        |  |  |
| 25 marzo | 27-20              | Haenna - Aretusa       |  |  |
| 25 marzo | 35-25              | Il Giovinetto - Ragusa |  |  |
| 25 marzo | 35-21              | Lanzara - CUS Palermo  |  |  |
| 25 marzo | Riposa: Mascalucia |                        |  |  |

|          |                | 20ª giornata               |  |  |
|          |                |                            |  |  |
| 1 aprile | 30-28          | CUS Palermo - Aretusa      |  |  |
| 1 aprile | 37-19          | Il Giovinetto - Mascalucia |  |  |
| 1 aprile | 28-30          | Lanzara - Haenna           |  |  |
| 1 aprile | Riposa: Ragusa |                            |  |  |

|           |                     | 21ª giornata           |  |  |
|           |                     |                        |  |  |
| 15 aprile | 20-38               | Mascalucia - Lanzara   |  |  |
| 15 aprile | 32-22               | Aretusa - Ragusa       |  |  |
| 15 aprile | 27-32               | Haenna - Il Giovinetto |  |  |
| 15 aprile | Riposa: CUS Palermo |                        |  |  |

### Classifica
Fonte: sito ufficiale FIGH
|  | Pos. | Squadra       | Pt | G  | V  | N | S  | GF  | GS  | D    |
|  | ---- | ------------- | -- | -- | -- | - | -- | --- | --- | ---- |
|  | 1.   | Lanzara       | 32 | 18 | 16 | 0 | 2  | 669 | 498 | +171 |
|  | 2.   | Haenna        | 26 | 18 | 12 | 2 | 4  | 576 | 522 | +54  |
|  | 3.   | Il Giovinetto | 24 | 18 | 12 | 0 | 6  | 600 | 525 | +75  |
|  | 4.   | CUS Palermo   | 22 | 18 | 10 | 2 | 6  | 555 | 557 | -2   |
|  | 5.   | Aretusa       | 13 | 18 | 6  | 1 | 11 | 514 | 555 | -41  |
|  | 6.   | Mascalucia    | 9  | 18 | 4  | 1 | 13 | 486 | 580 | -92  |
|  | 7.   | Ragusa        | 0  | 18 | 0  | 0 | 18 | 472 | 645 | -173 |

Legenda:
      Qualificata ai playoff promozione Gold.
      Qualificata ai playoff promozione Silver.
      Retrocessione in Serie B.

### Statistiche
Squadra
- Maggior numero di vittorie: Lanzara (16)
- Maggior numero di pareggi: CUS Palermo, Haenna (2)
- Maggior numero di sconfitte: Ragusa (18)
- Minor numero di vittorie: Ragusa (0)
- Minor numero di pareggi: Lanzara, Il Giovinetto, Ragusa (0)
- Minor numero di sconfitte: Lanzara (2)
- Miglior attacco: Lanzara (669 gol segnati)
- Peggior attacco: Ragusa (472 gol segnati)
- Miglior difesa: Lanzara (498 reti subite)
- Peggior difesa: Ragusa (645 reti subite)
- Miglior differenza reti: Lanzara (+173)
- Peggior differenza reti: Ragusa (-172)
- Miglior serie positiva: Lanzara (9, 1ª-10ª giornata)
- Peggior serie negativa: Ragusa (18, 2ª-21ª giornata)

Partite
- Più gol: Lanzara-Haenna 45-34 (79, 5ª giornata)
- Meno gol: Haenna-Il Giovinetto 27-20 (47, 14ª giornata), Mascalucia-Haenna 22-25 (17ª giornata)
- Maggior scarto di gol: Ragusa-Lanzara 27-50 (23, 14ª giornata)
- Maggior numero di reti in una giornata: 207 (4ª e 7ª giornata)

Classifica marcatori
| Gol |  |  | Giocatore            | Squadra       |
| --- |  |  | -------------------- | ------------- |
| 159 |  |  | Alessandro Aragona   | CUS Palermo   |
| 152 |  |  | Naveesha Yatawarage  | Aretusa       |
| 148 |  |  | Costantino Bagatolli | Il Giovinetto |
| 141 |  |  | Dario Quattrocchi    | Mascalucia    |
| 139 |  |  | Alessandro Florio    | Lanzara       |
| 136 |  |  | Cristian Guggino     | Haenna        |
| 130 |  |  | Nikita Savčenko      | Haenna        |
| 118 |  |  | Edoardo Guardi       | CUS Palermo   |
| 117 |  |  | Rosen Kolev          | Lanzara       |
| 101 |  |  | Flavio Giummarra     | Ragusa        |

## Playoff Silver

### Formula
Partecipano le squadre classificate al 4º , 5º e 6º posto dei gironi A e B, ed al 3º e 4º posto del girone C. Le 8 squadre qualificate partecipano alla Final Eight, che si disputa con la formula dei gironi eliminatori formati per sorteggio con le seguenti modalità:
- l’urna 1 contiene le squadre classificate al 4º posto dei gironi A e B
- l’urna 2 contiene la squadra classificata al 4º posto del girone C e la migliore classificata al 5°

posto tra i gironi A e B (determinata sulla base della classifica avulsa relative alle prime sei
squadre classificate di ogni girone)
- l’urna 3 contiene l’altra squadra classificata al 5º posto tra i gironi A e B e la squadra

classificata al 4º posto del girone C
- l’urna 4 contiene le squadre classificate al 6º posto dei gironi A e B

Le squadre classificate ai primi due posti di ciascun girone della Final Eight vengono promosse in serie A Silver 
nella stagione successiva.
Gli incontri si svolgeranno dal 5 al 7 maggio nelle sedi di Pescara e Chieti, rispettivamente al Palasport Giovanni Paolo II e al Pala Santa Filomena-Centro Tecnico Federale.

### Sorteggio
Il sorteggio si è tenuto il 20 aprile nella sede della FIGH a Roma.
| Urna 1               | Urna 2                    | Urna 3             | Urna 4               |
| -------------------- | ------------------------- | ------------------ | -------------------- |
| Torri Ferrara United | Il Giovinetto Chiaravalle | CUS Palermo Emmeti | Verdeazzurro Cologne |

### Risultati

#### Girone A
|  | Pos. | Squadra      | Pt | G | V | N | S | GF | GS | D   | Note       |
|  | ---- | ------------ | -- | - | - | - | - | -- | -- | --- | ---------- |
|  | 1.   | Torri        | 6  | 3 | 3 | 0 | 0 | 93 | 70 | +13 | Promozione |
|  | 2.   | Chiaravalle  | 2  | 3 | 1 | 0 | 2 | 87 | 95 | -8  | Promozione |
|  | 3.   | Verdeazzurro | 2  | 3 | 1 | 0 | 2 | 83 | 85 | -2  |            |
|  | 4.   | Emmeti       | 2  | 3 | 1 | 0 | 2 | 78 | 81 | -13 |            |

| Arbitri: | M. Sardisco A. Venturella |

|              |           |        |
| Pittarella 6 | Marcatori | Mota 9 |

| Arbitri: | B. Rhim S. Plotegher |

|             |           |          |
| Castillo 11 | Marcatori | Lollo 10 |

| Arbitri: | C. Albert V. Filonenko |

|          |           |             |
| Bianco 9 | Marcatori | Castillo 10 |

| Arbitri: | F. Ricciardi G. Stella |

|                      |           |                       |
| Casarotto, Piazzon 5 | Marcatori | Pittarella, Zennaro 7 |

| Arbitri: | L. Kurti M. Lazzari |

|                      |           |        |
| Casarotto, Piazzon 7 | Marcatori | Ruíz 7 |

| Arbitri: | G. Fasano A. Lorusso |

|                  |           |            |
| Rizzi, Zennaro 6 | Marcatori | Castillo 8 |

#### Girone B
|  | Pos. | Squadra        | Pt | G | V | N | S | GF | GS | D   | Note       |
|  | ---- | -------------- | -- | - | - | - | - | -- | -- | --- | ---------- |
|  | 1.   | Cologne        | 4  | 3 | 2 | 0 | 1 | 81 | 73 | +8  | Promozione |
|  | 2.   | CUS Palermo    | 4  | 3 | 2 | 0 | 1 | 93 | 88 | +5  | Promozione |
|  | 3.   | Il Giovinetto  | 4  | 3 | 2 | 0 | 1 | 97 | 96 | +1  |            |
|  | 4.   | Ferrara United | 0  | 3 | 0 | 0 | 3 | 85 | 99 | -14 |            |

| Arbitri: | C. Albert V. Filonenko |

|            |           |                      |
| Russello 7 | Marcatori | Barbariga, Márquez 8 |

| Arbitri: | F. Simone P. Monitillo |

|              |           |          |
| Bagatolli 12 | Marcatori | Guardi 7 |

| Arbitri: | L. Kurti M. Lazzari |

|                    |           |             |
| Lancini, Márquez 6 | Marcatori | Bagatolli 7 |

| Arbitri: | M. Corioni P. Falvo |

|                   |           |                     |
| Aragona, Artale 8 | Marcatori | Janni, Marchesino 4 |

| Arbitri: | F. Ricciardi G. Stella |

|            |           |             |
| Aragona 10 | Marcatori | Leiblich 10 |

| Arbitri: | C. Albert V. Filonenko |

|              |           |          |
| Mazzucchi 10 | Marcatori | Adamo 11 |

## Playoff Gold

### Formula
Partecipano le squadre classificate al 1º , 2º e 3º posto dei gironi A e B, ed al 1º e 2º posto del girone C. Le 8 squadre qualificate partecipano alla Final Eight, che si disputa con la formula dei gironi eliminatori formati per sorteggio con le seguenti modalità:
- l’urna 1 contiene le squadre classificate al 1º posto dei gironi A e B
- l’urna 2 contiene la squadra classificata al 1º posto del girone C e la migliore classificata al 2º posto tra i gironi A e B (determinata sulla base della classifica avulsa relative alle prime sei squadre classificate di ogni girone)
- l’urna 3 contiene l’altra squadra classificata al 2º posto tra i gironi A e B e la squadra classificata al 2º posto del girone C
- l’urna 4 contiene le squadre classificate al 3º posto dei gironi A e B

La prima classificata di ciascun girone incontra in semifinale la seconda classificata dell’altro girone. Le vincenti disputano la finale 1º-2º posto; le squadre classificate al 1º e 2º posto della Final Eight vengono promosse in serie A Gold nella stagione successiva. Le rimanenti sei squadre vengono promosse in serie A Silver nella stagione successiva. La squadra classificata al 1º posto della Final Eight viene proclamata vincitrice della Coppa Italia di Serie A2.
Gli incontri si svolgeranno dal 3 al 7 maggio nella sedei di Chieti, al Pala Santa Filomena-Centro Tecnico Federale.

### Sorteggio
Il sorteggio si è tenuto il 20 aprile nella sede della FIGH a Roma.
| Urna 1        | Urna 2              | Urna 3         | Urna 4           |
| ------------- | ------------------- | -------------- | ---------------- |
| Eppan Cingoli | Lanzara San Lazzaro | Haenna Trieste | Molteno Camerano |

### Risultati

#### Girone A
|  | Pos. | Squadra     | Pt | G | V | N | S | GF | GS | D   | Note       |
|  | ---- | ----------- | -- | - | - | - | - | -- | -- | --- | ---------- |
|  | 1.   | Cingoli     | 6  | 3 | 3 | 0 | 0 | 97 | 78 | +19 | Semifinale |
|  | 2.   | Camerano    | 4  | 3 | 2 | 0 | 1 | 87 | 86 | +1  | Semifinale |
|  | 3.   | San Lazzaro | 2  | 3 | 1 | 0 | 2 | 83 | 88 | -5  |            |
|  | 4.   | Haenna      | 0  | 3 | 0 | 0 | 3 | 77 | 92 | -15 |            |

| Arbitri: | M. Sardisco A. Venturella |

|                  |           |          |
| Gomes, Somogyi 6 | Marcatori | Covali 6 |

| Arbitri: | G. Fasano A. Lorusso |

|                     |           |            |
| Garau, Stabellini 5 | Marcatori | Guggino 11 |

| Arbitri: | C. Albert V. Filonenko |

|                    |           |              |
| Francelli, Laera 6 | Marcatori | Paravidino 6 |

| Arbitri: | B. Rhim S. Plotegher |

|           |           |                   |
| Guggino 9 | Marcatori | Codina, Somogyi 5 |

| Arbitri: | G. Fasano A. Lorusso |

|           |           |             |
| Caruso 10 | Marcatori | Cavaliére 9 |

| Arbitri: | F. Ricciardi G. Stella |

|            |           |              |
| Somogyi 10 | Marcatori | Paravidino 6 |

#### Girone B
|  | Pos. | Squadra | Pt | G | V | N | S | GF  | GS  | D   | Note       |
|  | ---- | ------- | -- | - | - | - | - | --- | --- | --- | ---------- |
|  | 1.   | Eppan   | 5  | 3 | 2 | 1 | 0 | 101 | 87  | +14 | Semifinale |
|  | 2.   | Trieste | 4  | 3 | 1 | 2 | 0 | 80  | 74  | +6  | Semifinale |
|  | 3.   | Molteno | 3  | 3 | 1 | 1 | 1 | 78  | 81  | -3  |            |
|  | 4.   | Lanzara | 0  | 3 | 0 | 0 | 3 | 91  | 108 | -17 |            |

| Arbitri: | C. Albert V. Filonenko |

|             |           |            |
| Oberrauch 8 | Marcatori | Redaelli 9 |

| Arbitri: | B. Rhim S. Plotegher |

|          |           |              |
| Kolev 11 | Marcatori | Scaramelli 9 |

| Arbitri: | M. Sardisco A. Venturella |

|             |           |         |
| Redaelli 13 | Marcatori | Mendo 9 |

| Arbitri: | G. Fasano A. Lorusso |

|              |           |                 |
| Scaramelli 7 | Marcatori | Cunha, Singer 7 |

| Arbitri: | M. Corioni P. Falvo |

|           |           |                    |
| Sandrin 6 | Marcatori | Colombo, Vidović 4 |

| Arbitri: | L. Kurti M. Lazzari |

|            |           |          |
| Lončarić 8 | Marcatori | Florio 7 |

#### Semifinali
| Arbitri: | B. Rhim S. Plotegher |

|             |           |             |
| Lončarić 13 | Marcatori | Cavaliére 9 |

| Arbitri: | F. Simone P. Monitillo |

|              |           |              |
| Ciattaglia 5 | Marcatori | Radojkovič 7 |

#### Finale
| Arbitri: | M. Corioni P. Falvo |

|          |           |          |
| Cunha 16 | Marcatori | Codina 9 |